# Ambaixadors d'Israel davant les Nacions Unides
El Representant Permanent d'Israel davant les Nacions Unides és l'ambaixador de facto d'Israel a les Nacions Unides, amb el rang i l'estatus d'Ambaixador Extraordinari i Plenipotenciari.
| #  | Nom                | Anys de servei | Secretari General de Nacions Unides            | Primer Ministre d'Israel               |
| -- | ------------------ | -------------- | ---------------------------------------------- | -------------------------------------- |
| 1  | Abba Eban          | 1949 - 1959    | Trygve Lie, Dag Hammarskjöld                   | David Ben-Gurion, Moshe Sharett        |
| 2  | Michael Comay      | 1960 - 1967    | U Thant                                        | David Ben-Gurion, Leví Eixkol          |
| 3  | Gideon Rafael      | 1967 - 1968    | U Thant                                        | Leví Eixkol                            |
| 4  | Yosef Tekoa        | 1968 - 1975    | U Thant, Kurt Waldheim                         | Leví Eixkol, Golda Meïr, Yitshaq Rabín |
| 5  | Chaim Herzog       | 1975 - 1978    | Kurt Waldheim                                  | Yitshaq Rabín, Menahem Begin           |
| 6  | Yehuda Blum        | 1978 - 1984    | Kurt Waldheim, Javier Pérez de Cuéllar         | Menahem Begin, Yitzhak Shamir          |
| 7  | Benjamin Netanyahu | 1984 - 1988    | Javier Pérez de Cuéllar                        | Yitzhak Shamir, Ximon Peres            |
| 8  | Johanan Bein       | 1988 - 1990    | Javier Pérez de Cuéllar                        | Yitzhak Shamir                         |
| 9  | Yoram Aridor       | 1990 - 1992    | Javier Pérez de Cuéllar, Boutros Boutros-Ghali | Yitzhak Shamir                         |
| 10 | Gad Yaacobi        | 1992 - 1996    | Boutros Boutros-Ghali                          | Yitshaq Rabín, Ximon Peres             |
| 11 | Dore Gold          | 1996 - 1999    | Boutros Boutros-Ghali, Kofi Annan              | Benjamin Netanyahu                     |
| 12 | Yehuda Lancry      | 1999 - 2002    | Kofi Annan                                     | Ehud Barak, Ariel Xaron                |
| 13 | Dan Gillerman      | 2002 - 2008    | Kofi Annan, Ban Ki-moon                        | Ariel Xaron, Ehud Olmert               |
| 14 | Gabriela Shalev    | 2008 - 2010    | Ban Ki-moon                                    | Ehud Olmert                            |
| 15 | Meron Reuben       | 2010-2011      | Ban Ki-moon                                    | Binyamin Netanyahu                     |
| 16 | Ron Prosor         | 2011-2015      | Ban Ki-moon                                    | Binyamin Netanyahu                     |
| 17 | Danny Danon        | 2015-          | Ban Ki-moon                                    | Binyamin Netanyahu                     |